# 三十姑娘一朵花
《三十姑娘一朵花》（英語：13 Going on 30）是一部2004年美國奇幻浪漫喜剧電影，由凱西·尤斯柏和喬許·高史密斯編劇，加利·雲尼克執導，珍妮佛·嘉納主演，蘇珊·阿諾德和唐娜·阿尔科夫·罗斯製作，講述了1987年的一個13歲女孩醒來發現自己突然變成了30歲，生活在2004年的故事。
《三十姑娘一朵花》獲得了評論家的普遍正面評價，許多人稱讚嘉納的表演及其懷舊的環境，也因其幽默的情節和自我賦權的訊息而受到讚揚。這部電影在商業上也取得了成功，首周收入2,200萬美元，也是當年最暢銷的DVD租賃電影之一。其總票房超過9600萬美元。此外，原聲帶也躋身美國Billboard 200排行榜前50名。嘉納的表演為她贏得了MTV影視大獎和青少年选择奖的提名。

## 剧情
1987年，书呆子詹娜·林克渴望变得受欢迎，于是她说服了以“汤姆-汤姆”为首的“六仙女”，请她们参加自己的13岁生日派对，条件是替她们做作业。詹娜最好的朋友、隔壁邻居“马蒂”马特·弗拉姆哈夫暗恋詹娜，送给詹娜一个自己做的娃娃屋，并在屋顶撒上了“許願粉”。“六仙女”带着几个男孩来到詹娜家，骗她在衣柜里玩“天堂的七分鐘”游戏，然后带着做完的作业离开。马蒂发现发生了什么事后，羞愧难当的詹娜流着泪许下了“我想變成三十歲，三十姑娘一朵花”的愿望，殊不知許願粉正洒在她身上。
第二天早上，詹娜震惊地发现时间来到2004年，自己已经成年，正在第五大道的一栋豪华公寓里和一个她不认识的男人约会，而且对过去的17年毫无记忆。经过进一步调查，她得知自己现在是她最喜欢的时尚杂志《嬌點雜志》的编辑，与她一起工作的还有共同编辑兼好友露西·怀曼。然而，杂志的排名却落后于竞争对手《閃亮雜志》，她的主编理查德·尼兰认为这是因为有内鬼在破壞。困惑的詹娜在格林尼治村找到了马蒂（现在是一名艱難奮鬥的摄影师），希望了解发生了什么事，却发现她成了“六仙女”的新領導人，從那以後就不再和他说话，而露西就是汤姆·汤姆。
在新的成人生活中，詹娜的心情时好时坏。她与其他青少年在一起，并为他们提供建议；在一次沉闷的办公室聚会上，她带领包括马蒂在内的来宾即兴跳起了舞，从而挽救了聚会；她还结识了马蒂的未婚妻温迪。然而，詹娜渐渐发现，成年后的自己剽窃别人的创意，与父母疏远，还与同事的丈夫偷情。此外，她还偷听到露西密谋将她从《嬌點雜志》品牌重塑的演示中除名。詹娜回到了儿时在新泽西的家，与父母团聚，然后与马蒂和好，并雇他来帮助她做演示，两人逐渐坠入爱河。
詹娜的演示取得了成功，但露西却对马蒂撒谎，声称詹娜没有使用他的照片。在找马蒂报喜时，詹娜找到了温迪，温迪透露她和马蒂的婚礼就在第二天。此外，詹娜从尼兰那里得知露西是通过詹娜的介绍才成为《閃亮雜志》的新主编的。詹娜质问露西，露西透露詹娜就是《嬌點雜志》的内鬼，以换取在《閃亮雜志》的职位，不过露西先得到了这份工作。
詹娜赶往马蒂儿时的家——婚礼即将在那里举行——揭露事情的真相，说服马蒂给他们的关系一个机会。马蒂解释说，他早就知道露西的欺骗行为，从小就不相信她，但已经过去了太多年。他说他仍然关心詹娜，然后把自己不顾一切保留下来的娃娃屋送给了她，坦言自己一直爱着她。泪流满面的詹娜带着娃娃屋离开了，残余的許願粉尘埃在她身边随风飘散。
詹娜苏醒过来，发现自己回到了1987年她13岁生日那天。她有了第二次机会，时间並沒有過去。马蒂找到她独自蜷缩在衣柜里，她高兴地拥吻了他。她意识到露西不是真正的朋友，于是与她對質，毁掉了她为“六仙女”所做的作业。有了这第二次机会，她以不同的方式度过了这十七年，最終與马蒂幸福地結婚了。这对新婚夫妇随后搬进了形似那个娃娃屋的房子。

## 演员
- 珍妮佛·嘉納 饰 詹娜·林克
  - 克莉絲塔·B.·艾倫（英语：Christa B. Allen） 饰 年幼的詹娜
- 马克·鲁法洛 饰 马蒂·弗拉姆哈夫
  - 西恩·馬奎特（英语：Sean Marquette） 饰 年幼的马蒂
- 茱蒂·葛瑞兒 饰 “汤姆-汤姆”露西·怀曼
  - 亞莉珊卓·凱爾（英语：Alexandra Kyle） 饰 年幼的露西
- 吉姆·加菲根（英语：Jim Gaffigan） 饰 克里斯·格兰迪
  - 艾力克斯·布萊克 饰 年幼的克里斯
- 安迪·瑟克斯 饰 理查德·尼兰
- 凯茜·贝克 饰 贝弗利·林克
- 菲爾·里夫斯（英语：Phil Reeves） 饰 韦恩·林克
- 琳恩·柯林斯 饰 温迪
- 蘇珊·伊根（英语：Susan Egan） 饰 特蕾西·汉森
- 山繆·波爾 饰 亚历克斯·卡尔森
- 瑪西亞·德波尼斯 饰 阿琳
- 克莉絲汀·華倫（英语：Kiersten Warren） 饰 特丽什·萨基特
- 艾希莉·班森 饰 六仙女
- 布蘭妮·柯倫（英语：Brittany Curran） 饰 六仙女
- 布丽·拉尔森 饰 六仙女
- 梅根·呂斯克 饰 六仙女
- 茱莉亞·羅斯 饰 六仙女
- 蕾妮·歐絲黛（英语：Renee Olstead） 饰 贝姬
- 吉亞·曼特加（英语：Gia Mantegna） 饰 吉娜

## 製作

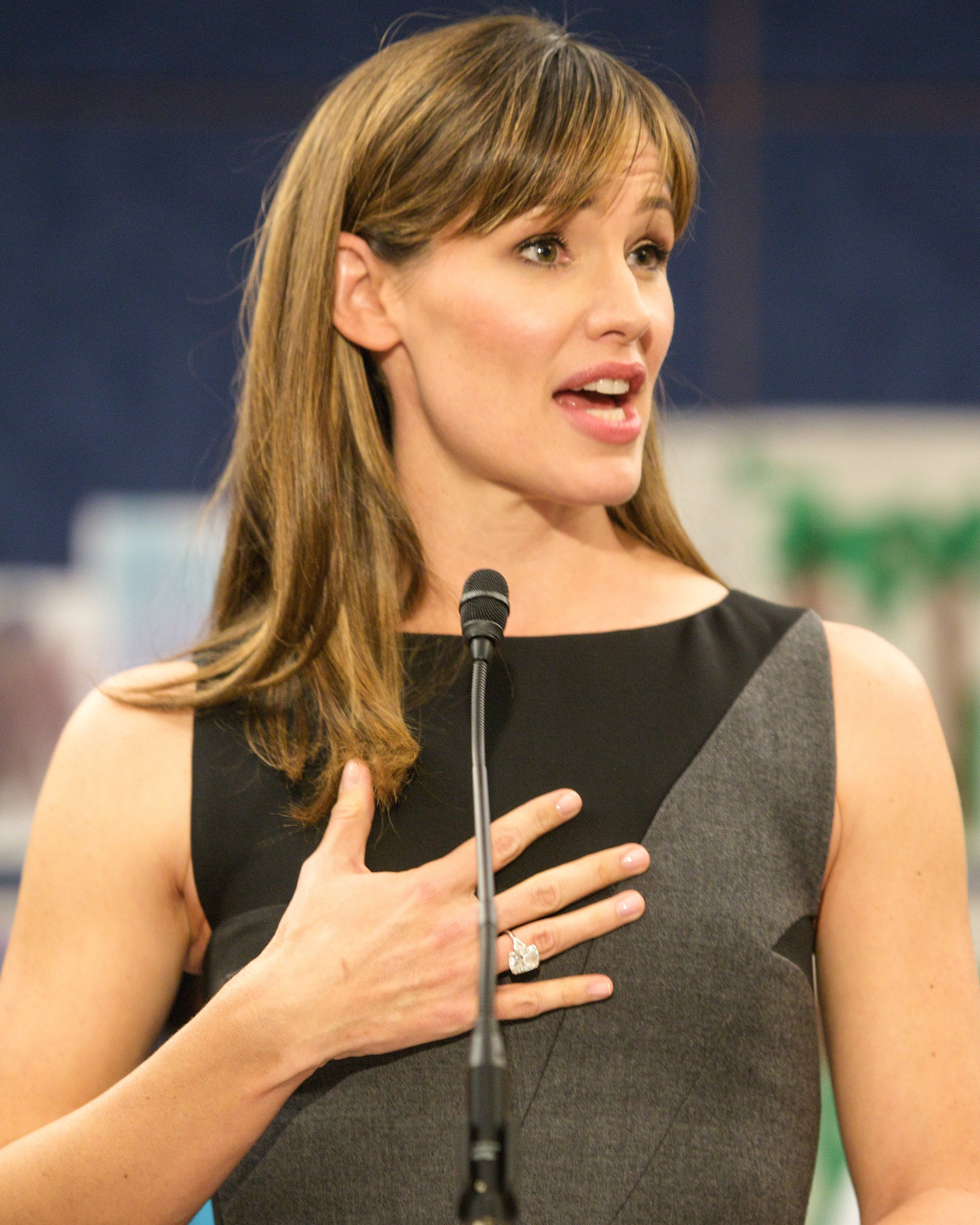
嘉納（攝於2013年）飾演主角詹娜·林克

2002年10月，導演加利·雲尼克正在洽談執導《三十姑娘一朵花》，也宣布蘇珊·阿諾德和唐娜·阿尔科夫·罗斯將與編劇經理芝娜·馬修斯一起製作這一項目。演員珍妮佛·嘉納被選為電影的主角。嘉納在拍攝電視劇《特務A》的休息時間拍攝了這部電影。格温妮丝·帕特罗、希拉里·斯旺克和蕾妮·齐薇格都曾被考慮擔任主角。茱蒂·葛瑞兒被選為飾演嘉納最好的朋友露西；凯茜·贝克和菲爾·里夫斯分別飾演加納的母親和父親。後來，安迪·瑟克斯被選中扮演嘉納的老闆；而山繆·波爾則宣布為嘉納的男友。
2003年5月13日，據報道，這部電影的拍攝工作正在洛杉磯由革命工作室進行。該片在洛杉矶、纽约和加利福尼亚州南帕萨迪纳拍攝。室內鏡頭在洛杉磯拍攝。劇組搬到紐約市，在那裡拍攝了17天的外景。主体拍摄工作从2003年5月至11月。劇本由喬許·高史密斯和凱西·尤斯柏撰寫，尼爾斯·穆勒進行了「潤飾」（他在隨後由美国编剧工会仲裁的糾紛中失去了编剧的署名权）。
飾演13歲詹娜的克莉絲塔·B.·艾倫後來在《舊愛找麻煩》中飾演青少年版的珍妮·佩罗蒂，“再次演繹”了年幼版珍妮佛·嘉納的角色。2016年10月宣布《三十姑娘一朵花》將改編成百老匯剧，預計於2017年底首演，但計畫並未推進。

## 音乐

### 原聲帶
《三十姑娘一朵花》的原聲帶於2004年4月20日由好莱坞唱片發行。這張專輯主要收录20世紀80年代的音樂，其中包括Talking Heads、比利·乔尔、麥當娜、佩特·班納塔和惠特妮·休斯顿等著名唱片藝術家的一系列熱門歌曲。還有一些當代藝人表演的歌曲，例如Lillix和莉茲·菲爾。
1. "Head Over Heels" – 加油合唱團
2. "Jessie's Girl" – 瑞克·史普林菲爾（英语：Rick Springfield）
3. "What the World Needs Now Is Love" — 傑基·德夏農（英语：Jackie DeShannon）
4. "Burning Down the House" – Talking Heads
5. "Mad About You" – 贝琳达·卡莱尔
6. "I Wanna Dance with Somebody (Who Loves Me)" – 惠特妮·休斯顿
7. "What I Like About You" – Lillix
8. "Heaven Is a Place on Earth" — 贝琳达·卡莱尔
9. "Ice Ice Baby" – 香草冰
10. "Crazy for You" – 麥當娜
11. "Vienna" – 比利·乔尔
12. "Why Can't I?" – 莉茲·菲爾（英语：Liz Phair）
13. "Nothing Compares 2 U" — 希妮德·奥康娜
14. "Tainted Love" – Soft Cell
15. "Love Is a Battlefield" – 佩特·班納塔
16. "Will I Ever Make It Home" – Ingram Hill

### 片中其他歌曲
- "Thriller" – 迈克尔·杰克逊
- "Everybody Have Fun Tonight" – 黃鐘合唱團（英语：Wang Chung (band)）
- "Good Day" – 卢斯合唱团（英语：Luce (band)）

密雪兒·布蘭奇的歌曲"Breathe"和咕咕玩偶的"Iris"出現在宣傳預告片中，但沒有出現在電影和原聲帶中。

### 原创配乐
1. "Prologue" (4:19)
2. "Jenna Dream House" (1:13)
3. "Transformation" (0:31)
4. "Wake Up" (2:03)
5. "Naked Guy" (0:36)
6. "Off to Work" (0:29)
7. "Poise" (0:43)
8. "Paper Throw" (0:28)
9. "Can I Go?" (1:05)
10. "Matt's Apt" (0:46)
11. "Fluffy Pillow" (0:49)
12. "Au Revoir" (0:44)
13. "Good Luck with Fractions" (0:35)
14. "Mean Messages" (0:25)
15. "Eavesdropping" (0:46)
16. "Yearbook Idea" (1:14)
17. "Elevator" (0:25)
18. "Swings" (01:49)
19. "Assemble the Proposal" (0:39)
20. "Hang in There" (0:38)
21. "Angry Lucy" (0:15)
22. "Presentation" (2:30)
23. "Sneaking" (0:59)
24. "Rain Montage" (1:08)
25. "Getting Married Tomorrow" (0:29)
26. "Sparkle Bus Overlay" (0:39)
27. "Dream House Revisited" (1:28)
28. "30 to 13" (0:38)
29. "Crazy for You Overlay" (1:09)